# Tilney St Lawrence
Tilney St Lawrence – wieś w Anglii, w hrabstwie Norfolk, w dystrykcie King’s Lynn and West Norfolk. Leży 69 km na zachód od Norwich i 136 km na północ od Londynu. W 2001 miejscowość liczyła 1465 mieszkańców.